# 颍川公主 (北齐)
颍川公主（?—?），母不详。

## 生平
天保初年（550年代初），颍川长公主下嫁段韶的儿子段懿。
段懿有资仪，颇解音乐，又善骑射，历任行台右仆射兼殿中尚书，兖州刺史。
段懿之子段宝鼎娶中山长公主，弟弟段深又娶永昌公主、东安公主。

### 丈夫
- 段懿，历任行台右仆射兼殿中尚书，兖州刺史。

### 子
- 段宝鼎，娶中山长公主。